# تولد جنجالی
تولد جنجالی فیلمی به کارگردانی مازیار لرستانی ، محصول سال ۱۳۹۴ است.

## خلاصه داستان
زندگی یک جوان است ( کامران تفتی ) که دوستانش می خواهند در روز تولدش برای او خاطره ای هیجان انگیز رقم بزنند و او را غافلگیر کنند که این تصمیم منجر به اتفاقی می شود که ماجراهایی جالب را رقم می زند